# Wilhelm Furtwängler
Wilhelm Furtwängler, född 25 januari 1886 i Berlin, död 30 november 1954 i Baden-Baden, var en tysk dirigent och tonsättare.

## Verksamhet
Under sina tidigare yrkesår hade han anställningar i Breslau, Zürich, München (1907–09), Strassburg (1910–11), Lübeck (1911–15) och Mannheim (1915–20). Från 1922 samarbetade han med Wienerfilharmonikerna, Leipzigs Gewandhausorkester och Berliner Philharmoniker, för vilka han blev chefsdirigent på livstid. Han dirigerade även vid New York Philharmonic (1925–27), Bayreuthfestspelen (1931, 1936–37) och Covent Garden (1937–38). 
I augusti 1934 publicerades ett upprop formulerat av Joseph Goebbels i NSDAP:s partiorgan Völkischer Beobachter. I korthet handlade detta om att offentligt visa Führern sin trohet. Det var undertecknat av namnkunniga författare, bildkonstnärer, konsthistoriker, arkitekter, skådespelare, musiker och tonsättare. Bland dem fanns Wilhelm Furtwänger.
1936 avsade han sig alla uppdrag i Tyskland i protest mot att naziregimen förbjöd hans uppförande av Paul Hindemiths opera Mathis der Maler. Arturo Toscanini ville att Furtwängler skulle efterträda honom vid New York Philharmonic men han valde att återuppta arbetet i Tyskland, vilket skadade hans efterkrigskarriär. Han fick fortsättningsvis dras med naziststämpeln.
Mot slutet av andra världskriget återfanns Wilhelm Furtwängler på propagandaministeriets lista över "gudabenådade" kulturskapare, den så kallade Gottbegnadeten-Liste, vilket skänkte honom ett extra skydd av staten och befriade honom från allt deltagande i militär verksamhet.
Furtwängler blev känd för sina fria tempoval och uppskattade tolkningar framför allt av verk av Beethoven, Brahms och Wagner. Efter sin bortgång har dirigenten närmast nått kultstatus, vilket inte minst det världstäckande nätverk av Furtwänglersällskap som finns idag visar.

## Diskografi (urval)
Wilhelm Furtwängler har gjort ett oändligt antal inspelningar för grammofon. Här medtas endast ett fåtal, som blivit särskilt uppmärksammade i vår tid. Observera att de flesta av dem utkommit på flera olika skivbolag. För övrigt hänvisas till exempelvis www.amazon.de samt den utmärkta diskografin i boken av Pirie nedan.
- Wagner, R. Der Ring des Nibelungen. Liveupptagning i Rom 1953. EMI CZS 7 671232  (13 CD).
- Wagner, R. Der Ring des Nibelungen. Liveupptagning från La Scala, Milano 1950. Opera d'Oro OPD 1501 (14 CD).
- Wagner, R., Tristan und Isolde. Philharmonia Orchestra. EMI 7243 5 67621 21 (4CD).
- Wagner, R., Die Walküre. Wiener Philarmoniker. EMI CHS 7 63045 2. (3 CD).
- Beethoven, L. van, Fidelio. Live Salzburg 1950. EMI CHS 7 64901 2. (2 CD).
- Brahms, J., Wilhelm Furtwängler conducts Brahms. Music& Arts CD-4941(4). (4 CD).
- Beethoven, L. van, The 9 symphonies. EMI 7243 5 67496 2 7 (5 CD).